# Hilde Benjamin
Hilde Benjamin, de nom de naixement Helene Marie Hildegard Lange, (Bernburg, 5 de febrer de 1902 - Berlín Oriental, 18 d'abril de 1989) va ser una jurista i política comunista alemanya, que va exercir d'advocada, jutgessa i ministra de Justícia de la República Democràtica Alemanya (1953-1967). Durant el seu mandat va presidir diversos judicis contra responsables del Tercer Reich i, posteriorment, de la dissidència de l'Alemanya Oriental. Va ser denominada pels seus partidaris com a «Hilde roja» i pels seus detractors com a «Guillotina roja».

## Trajectòria

### Infància i educació
Hilde Lange va néixer a la localitat de Bernburg, Anhalt, i va créixer a la ciutat de Berlín, com a filla de l'enginyer Heinz Lange i de la seva muller, Adele. Va créixer en un ambient culturalment liberal d'una família de classe mitjana que li va despertar un primer interès per la música i la literatura clàssica, una afició que va mantenir durant tota la seva vida. El 1921 va completar amb èxit els estudis de secundària a l'escola Fichtenberg de Steglitz, a la part meridional de Berlín. Va ser de les primeres dones a estudiar dret a Alemanya, cosa que va fer a Berlín, Heidelberg i Hamburg entre 1921 i 1924.

### Política i primers anys de carrera
Després, va treballar al barri berlinès de Wedding, com a advocada en exercici de la Rote Hilfe, una organització d'ajuda comunista. El 1926 es va casar amb el metge Georg Benjamin, germà de l'escriptor Walter Benjamin i de la seva amiga, l'acadèmica Dora Benjamin. Michael Benjamin, fill de Georg i Hilde, va néixer a finals de 1932.
El 1926 va deixar el Partit Socialdemòcrata d'Alemanya per moderat i el 1927 es va unir, amb el seu marit, al Partit Comunista d'Alemanya. Se li va prohibir exercir l'advocacia després de 1933. Breument, sense feina, amb el seu marit traslladat a un camp de concentració (del qual, en aquella ocasió, va ser alliberat un any més tard) directament després de l'incendi del Reichstag, va tornar per un temps a viure amb els seus pares, juntament amb el seu fill petit. A continuació, va obtenir un lloc d'assessorament legal per a l'associació comercial soviètica de Berlín. Durant la Segona Guerra Mundial, es va veure obligada a treballar en una fàbrica. L'any 1942 el seu marit va ser assassinat al camp de concentració de Mauthausen.

### Postguerra a la RDA

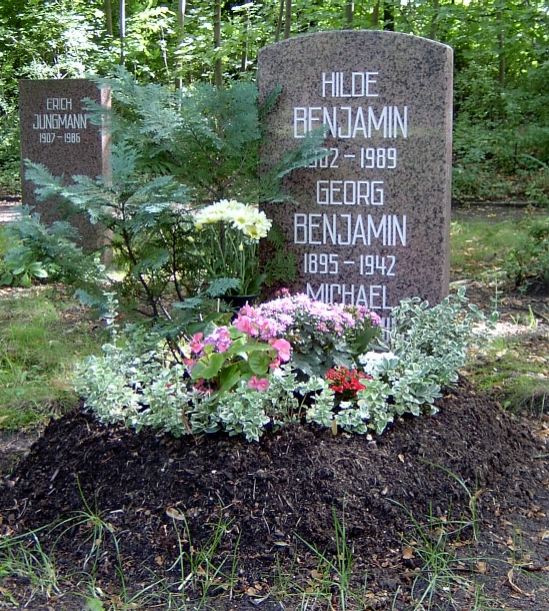
Tomba de Hilde Benjamin al Zentralfriedhof Friedrichsfelde de Berlín

L'any 1946, després de la guerra, es va afiliar al Partit Socialista Unificat d'Alemanya (PSUA), així com a la Federació Democràtica de Dones d'Alemanya i va ser vicepresidenta del Tribunal Suprem de la República Democràtica Alemanya entre 1949 i 1953. En aquest càrrec, va ajudar amb els judicis de Waldheim i va presidir una sèrie de processos contra anticomunistes, com Johann Burianek i Wolfgang Kaiser, així com en contra de Testimonis de Jehovà.
Del 1949 al 1967 va ser membre de la Cambra del Poble i, del 1954 al 1989, membre del Comitè central del PSUA. El 1953 va succeir a Max Fechner com a ministra de Justícia de la República Democràtica Alemanya. Va ser la primera dona ministra a la RDA i l'única en aquell gabinet. L'any 1967, el canceller de la RDA, Walter Ulbricht, li va demanar la dimissió, oficialment per motius de salut. Benjamin va ser fonamental en l'autoria del codi penal i del codi de procediment penal de la RDA i va tenir un paper decisiu en la reorganització de l'ordenament jurídic del país. Des del 1967 fins a la seva mort, va ocupar la càtedra d'història del dret a l'Acadèmia Alemanya de Ciències Polítiques i Jurídiques «Walter Ulbricht» del districte de Babelsberg, a Potsdam. Va morir a Berlín Oriental el 18 d'abril de 1989.

## Reconeixement
Al llarg de la seva trajectòria va rebre diversos premis de la RDA: el 1967 l'Ordre del Mèrit Patriòtic; el 1977 i el 1987 l'Orde de Karl Marx; el 1979 el títol de Jurista de Mèrit de la RDA; i el 1982 l'Estrella de l'Amistat dels Pobles.

## Llegat
En el seu discurs d'investidura de 1994, el president alemany Roman Herzog va destacar la seva figura com a símbol d'injustícia, i va assenyalar que el seu nom era incompatible amb la Constitució alemanya i l'estat de dret.